# 科特·柯本之死
寇特·柯本，是美國著名油漬搖滾樂團涅槃乐队的主唱、吉他手。生於1967年，1994年他被发现死在家中，他有毒瘾，一直服用海洛因。死因目前定为自殺。

## 背景
科特·柯本是摇滚乐队涅槃乐队的主唱兼吉他手。在科本的大部分成年生活中，他一直患有慢性支气管炎，并且因未确诊的慢性胃病而感到剧烈疼痛。他还曾有过药物滥用问题，把酒精和海洛因混合在一起吸食。科本患有临床抑郁症并经常使用吸入剂。科本有两个叔叔均持枪自杀身亡。
1994 年 3 月 4 日，科本因服用过量氟硝西泮和酒精在罗马住院。经纪公司宣布科本服药过量纯属意外，他目前患有流感和疲劳。科本的妻子科特妮·洛芙认定丈夫最近的行为可能是疑似自杀。科本有一位名叫贝弗利的表妹，她是一名护士，她表示科本和他的家人都有过自杀企图的历史。除了临床抑郁症之外，科本还被检测出患有注意力缺陷多动障碍、躁郁症和强迫症。
当科本和洛夫回到西雅图的家时，科本的生活方式急剧恶化。洛夫表示，科本经常把自己锁在卧室里，不想引起公众的骚动。洛夫安排了一次干预活动，参与者包括涅槃乐队的演奏者和唱片公司的高管。干预并不成功，柯本对参与者进行了严厉的蔑视，然后将自己锁在楼上的卧室里。最终，科本同意参加康复治疗，并被送往洛杉矶。
科本不顾医生的建议，在攀爬了一堵墙后，两天后就离开了康复中心。当天他就去了机场并飞回西雅图。第二天，科本乘坐出租车去了当地一家枪支商店，购买了猎枪子弹。科本假装自己被抢劫了，告诉出租车司机他想购买一些猎枪子弹。柯本回到家，度过了他隐居的最后几天。

## 去世
1994年4月8日，一位名叫加里·史密斯的电工来到柯本家安装安全系统。史密斯路过庄园的温室区，看到科本倒在地上，不省人事，左耳里似乎在流着血。科本胸前被发现有一把枪，是由科本的另一位音乐家和朋友迪伦卡尔森合法购买的。警察和医护人员赶到现场，科本被送往医院并在医院被宣布死亡。科本当时27岁。
科本自杀时所用的枪不能在他自己的保护下购买，因为他知道当局可能会没收它。科本去世前几天，他的住所里还存放着其他枪支，这些枪支都是在科特妮·洛芙的请求下被当局查获的。法医发现科本的左右肘部都有伤口。
1994 年 4 月 14 日，有报道称科本在开枪自杀前吸食了海洛因。毒理学报告显示科本体内有吗啡和安定。

## 善后
1994年4月10日，在西雅图举行了一场公众追悼会。科本被火化，他的骨灰一部分被放在一只泰迪熊里，其余的则放在骨灰盒里。